# Soraya (muziciană)
Soraya Raquel Lamilla Cuevas (n. 11 martie 1969 – d. 10 mai 2006), cunoscută după numele de scenă Soraya, a fost o cantautoare, chitaristă, aranjoare și producătoare muzicală columbiano-americană.
Ea a avut două cântece pe poziția #1 în topul „Billboard's Latin Pop Airplay charts”. A câștigat un Premiu Latin Grammy în 2004 pentru albumul "Soraya", ca "cel mai bun album al unui cantautor", și o nominalizare la premiul Grammy Latin la categoria "cel mai bun album vocal pop femninin" pentru albumul său El Otro Lado de Mí). Soraya a cântat în deschiderea ceremoniei Billboard Latin Music Awards 2005. Cariera ei s-a întins pe o perioadă de zece ani, timp în care a înregistrat 5 albume. Soraya a decedat pe 10 mai 2006 după o lungă luptă cu cancerul la sâni.

## Discografie

### Albume de studio
- (1996) En Esta Noche / On Nights Like This
- (1997) Torre de Marfil / Wall of Smiles
- (2000) Cuerpo y Alma / "I'm Yours"
- (2003) Soraya / "Soraya International version"
- (2005) El Otro Lado de Mí (lansat doar în spaniolă)

### Compilații
- (1996) Sálvame/Save Me Tributo A Queen: Los Más Grandes Del Rock En Español
- (1998) Todo Lo Que Él Hace (Every Little Thing She Does Is Magic) on Outlandos D'Americas
- (2001) Desert Roses and Arabian Rhythms, Vol. 1
- (2001) Serie 32
- (2003) Essentiales (The Ultimate Collection)
- (2005) Éxitos Eternos
- (2005) The Best of Soraya (20th Century Masters - The Millennium Collection)
- (2005) Dreaming of you with Barrio Boyzz, Selena Vive! (Tribute to Selena)
- (2006) Gold (2-CD best-of)
- (2006) Herencia
- (2006) Entre Su Ritmo y el Silencio